# Rogers Place
Rogers Place – wielofunkcyjna hala w Edmonton w prowincji Alberta, w Kanadzie. 
Budowa rozpoczęła się w marcu 2014 roku, a oficjalne została oddana do użytku 8 września 2016 roku. Hala ma całkowitą pojemność 20 734 miejsc, w tym 18 347 miejsc siedzących jako obiekt do gry w hokeja na lodzie. Całkowity koszt budowy wyniósł 606,5 mln dolarów.

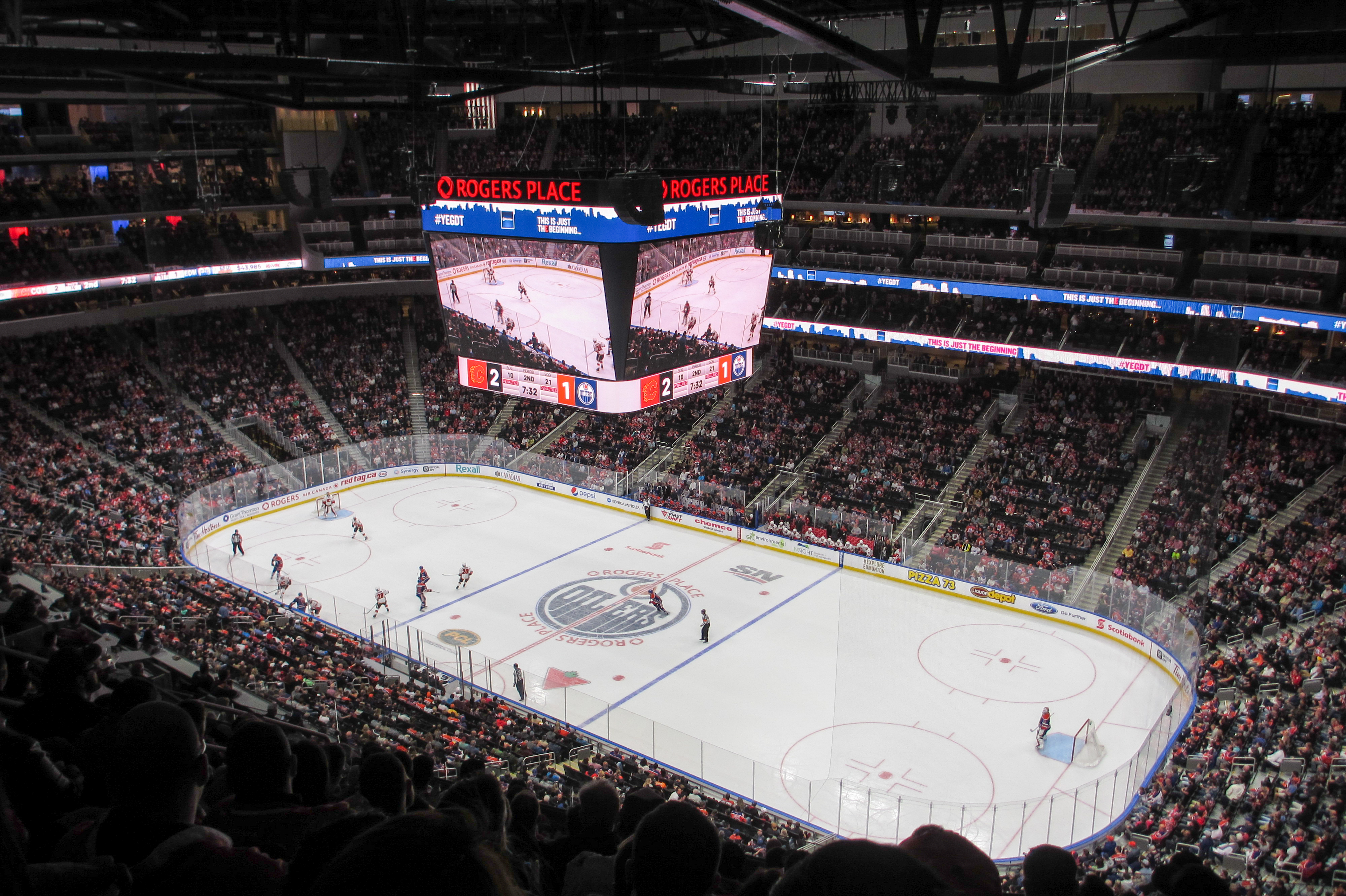
Przedsezonowy mecz hokeja na lodzie pomiędzy drużynami Oilers i Calgary Flames, we wrześniu 2016 roku

Zastąpiła Rexall Place, obiekt sportowy w którym do sezonu 2015–16 swoje mecze rozgrywała drużyna National Hockey League (NHL) – Edmonton Oilers.
Oprócz Oilers w hali swoje mecze rozgrywa również drużyna młodzieżowa Western Hockey League (WHL) – Edmonton Oil Kings.